# Anfimaco (il Cario)
Anfimaco (in greco antico: Ἀμφίμαχος?, Amphímachos) è un personaggio della mitologia greca, che appare nell'Iliade.

## Mito
Era a capo del contingente dei Cari nella guerra di Troia assieme a suo fratello Naste. Omero critica Anfimaco per il suo attaccamento ai beni.
Fu ucciso da Achille: il suo corpo venne gettato nel fiume Scamandro. L'episodio non è raccontato nell'Iliade, dove si dice solo che Anfimaco subirà questo destino. La morte del condottiero doveva essere quindi narrata in uno dei successivi poemi del ciclo Troiano, a noi non giunto.